# Stade El Prado
Le Stade El Prado (en espagnol : Estadio El Prado) est un stade de football espagnol situé dans la ville de Talavera de la Reina, en Castille-La Manche.
Le stade, doté de 6 000 places et inauguré en 1944, sert d'enceinte à domicile à l'équipe de football du Club de Fútbol Talavera de la Reina.

## Histoire
Le stade ouvre ses portes en 1944.
En 1948, le club du Talavera CF s'installe au stade pour ses matchs à domicile.
En 1993, le Talavera CF doit partager son stade qu'il occupe seul depuis 45 ans avec l'UD Talavera.
En 1982, El Prado subit son premier remodelage, avec l'ajout des gradins latéraux avec leurs toits.
En 2004, le conseil municipal de Talavera de la Reina approuve un nouveau réaménagement pour moderniser le stade.
En mars 2019, des sièges en plastique sont installés dans les gradins latéraux, ces sièges étant donnés par la Real Sociedad après la rénovation de son Stade d'Anoeta.